# Viktor Špaček
Viktor Špaček (* 14. května 1976 Praha) je český básník, prozaik a výtvarník.

## Život a dílo
Studoval češtinu a dějepis na Pedagogické fakultě Univerzity Karlovy, po šesti semestrech přešel na Vysokou školu uměleckoprůmyslovou v Praze, kde v roce 2004 ukončil studium oboru sochařství (ateliér Kurta Gebauera). Vystavoval na skupinových i samostatných výstavách v Čechách i v zahraničí. Pracuje jako knihovník, lektor tvůrčího psaní (MKP, ACZ), externí redaktor a korektor (Albatros, Knihy Dobrovský, Akropolis).
V roce 2007 vyšla jeho sbírka básní Zmínky a případky, v roce 2010 vydal sbírku básní Co drží Nizozemí. Některé jeho básně byly přeloženy do francouzštiny, angličtiny a italštiny, některé jsou součástí italské antologie mladé české poezie Rapporti di errore, anglické antologie From a terrace in Prague a antologií Nejlepší české básně 2011, 2012, 2013 (Host). V roce 2015 vyšla sbírka povídek Něco cirkusového a sbírka básní Nejasný rozměr. Jeho povídky byly také uveřejněny v rozhlase, například Zásuvka (2018), V tom přesvědčení jsem žil (2020). Sbírka povídek Čistý, skromný život byla vydána v roce 2022. Kniha byla v roce 2023 nominována na cenu Magnesia Litera za prózu a získala hlavní cenu.